# (15138) 2000 EQ93
A (15138) 2000 EQ93 a Naprendszer kisbolygóövében található aszteroida. A LINEAR projekt keretében fedezték fel 2000. március 9-én.